# Sancho Panza
Sancho Panza is een personage uit het boek De vernuftige edelman Don Quichot van La Mancha van Cervantes. Hij is de realistische tegenhanger van de dromende Don Quichot.

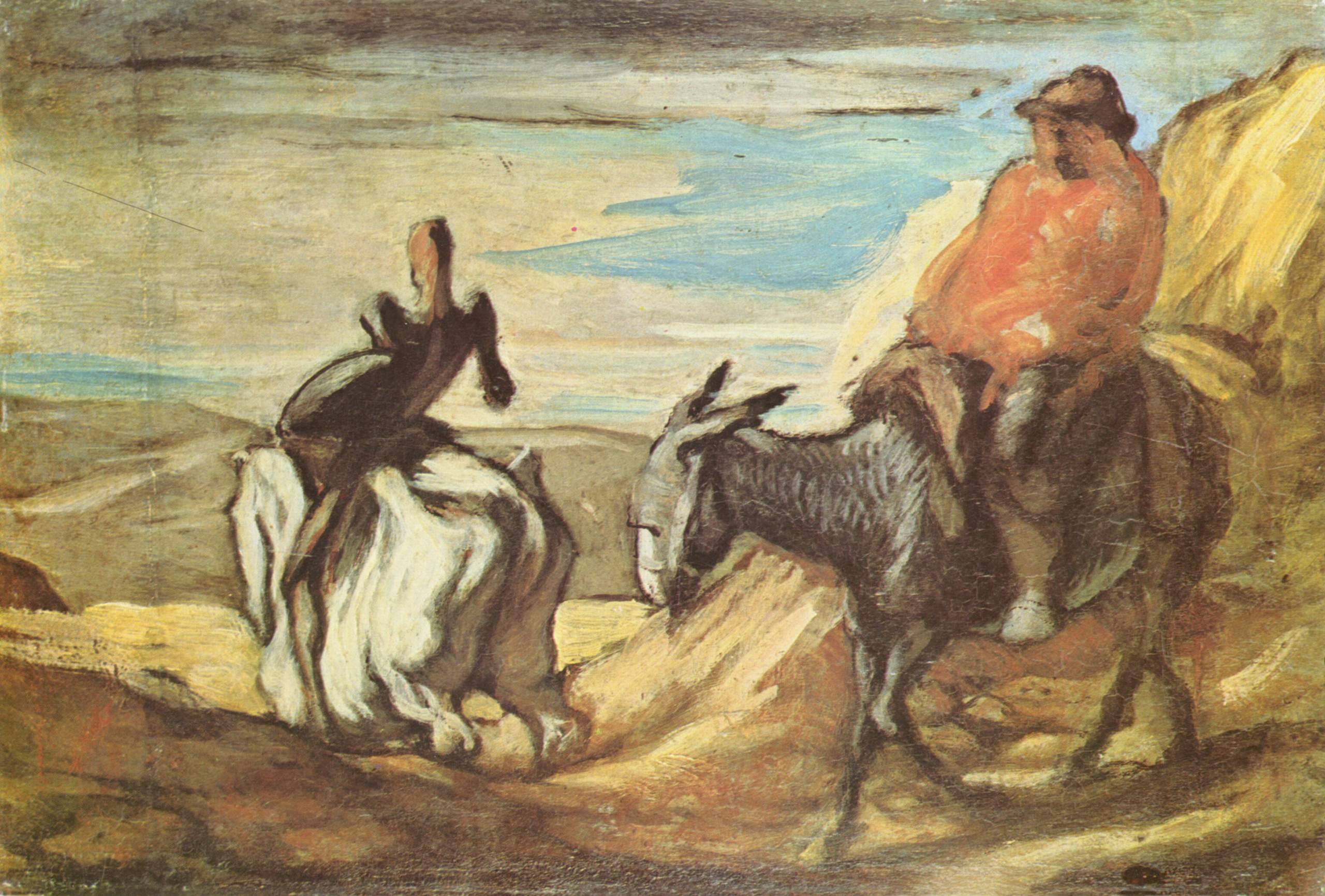
Sancho Panza en Don Quichot, Honoré Daumier

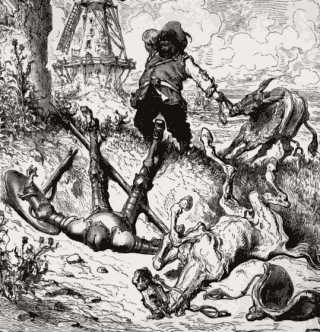
Sancho betreurt de val van zijn meester, Gustave Doré

Als de roman begint, is Sancho Panza nog geen dienaar van Alonso Quijano, die later door waanzin zal veranderen in Don Quichot. Hij is een gewone boer en leeft in hetzelfde (niet genoemde) dorp als Don Quichot, is getrouwd met Teresa Cascajo en heeft een huwbare dochter met de naam María Sancha (ook Marisancha genoemd, of Marica, María, Sancha en Sanchica). Sancho is ongeletterd en is daar trots op. Pas door de invloed van zijn latere meester zal hij iets van diens boekenwijsheid opsteken. Hij zal tijdens zijn tochten met Don Quichot in contact blijven met zijn vrouw door brieven aan haar te dicteren. Samen met Don Quichot trekt hij de wijde wereld in, om te dienen als diens schildknaap. Hij doet dit onder het vooruitzicht van een eigen land dat hij mag regeren. Op zijn lastdier, een ezel, trekt hij met de dolende ridder het weidse landschap van La Mancha in, op zoek naar avonturen. Deze avonturen worden door Don Quichot altijd gezien vanuit het oogpunt van de Dolende Ridders zoals beschreven in de ridderromans. Sancho Panza ziet echter de werkelijke situatie, maar stort zich niettemin samen met zijn meester in al diens avonturen, waarbij Sancho meestal de zwaarste klappen ontvangt.
Door het hele verhaal heen functioneert de figuur van Sancho Panza vaak als vertelinstantie en sidekick, een literaire techniek die Cervantes graag gebruikte. Het contrast tussen de beide protagonisten speelt Cervantes handig uit als element om de dramatische spanning op peil te houden. Sancho Pancha kan worden gezien als een pragmaticus die met beide benen op de grond staat, terwijl Don Quichot een idealist is die in zijn eigen droomwereld leeft. Het verhaal speelt zich af tegen de achtergrond van de historische machtsstrijd tussen de staten Aragon en Castilië. Sancho Panza representeert de typisch sceptische houding van de modale Spanjaard in die periode.
In het eerste boek noemde Cervantes deze komische figuur ook 'Sancho Zancas' wat Sancho op poten betekent, verwijzend naar de ezel waar hij op rijdt. Later Panza, dat pens betekent. Hiermee wordt een boer die van lekker eten houdt getypeerd.